# Ilha de São Jorge (Moçambique)

São Jorge é uma pequena ilha, situada à entrada do porto de Moçambique, onde Vasco da Gama mandou erguer um padrão e assistiu à missa, a 1 de Fevereiro de 1499, no regresso da sua primeira viagem à Índia. No século XX foi aí construído um farol.